# Brookvale
Brookvale é um subúrbio do norte de Sydney, no estado da Nova Gales do Sul, na Austrália, 16 quilômetros a nordeste do distrito empresarial central de Sydney, na área do governo local do Conselho de Northern Beaches. Brookvale faz parte da região Northern Beaches. Em 2011, sua população era de 2 589 habitantes.